# Uniwersytet Komisji Edukacji Narodowej w Krakowie
Uniwersytet Komisji Edukacji Narodowej w Krakowie (ang. University of the National Education Commission, Krakow), skr. UKEN – publiczna uczelnia w Krakowie. Jest kontynuacją utworzonej 11 maja 1946 Państwowej Wyższej Szkoły Pedagogicznej w Krakowie, która rozpoczęła działalność 25 października 1946.
Przez wiele lat uznawany był za najlepszą uczelnię pedagogiczną w Polsce, czego odzwierciedleniem były pierwsze miejsca w Rankingu Szkół Wyższych Perspektyw jeszcze w latach 2019-2021. W kolejnych latach uczelnia systematycznie spadała w tym zestawieniu, plasując się w 2024 roku na przedostatnim, czwartym, miejscu. W najnowszym, z 2025 roku, rankingu UKEN zajął ostatnie miejsce wśród uniwersytetów.
W 2024 r. UKEN znalazł się wśród dziesięciu najpopularniejszych uczelni publicznych w Polsce. Studia stacjonarne pierwszego stopnia i jednolite studia magisterskie rozpoczęło 5182 studentów.

## Historia
Uczelnia w początkowym okresie przygotowywała nauczycieli szkół podstawowych. Cykl kształcenia obejmował 3 lata i kończył się egzaminem dyplomowym. Począwszy od roku akademickiego 1949/1950 rozpoczął również kształcenie nauczycieli szkół średnich i prowadził działalność w nowej strukturze organizacyjnej opartej na wydziałach. Równocześnie powołano instytucje i stanowiska akademickie: senat, rady wydziałów, rektora, prorektorów i dziekanów.
W 1954 roku uczelnia uzyskała status szkoły wyższej, w której studia trwały 4 lata, a absolwenci zdobywali pełne wykształcenie wyższe i dyplom magistra. Przemiany polityczne roku 1956 sprawiły, że Uczelnia otrzymała znaczną autonomię i po raz pierwszy dokonano wyboru rektora, dotychczas mianowanego. Został nim prof. dr Wincenty Danek. Pod jego kierownictwem nastąpił rozwój Wyższej Szkoły Pedagogicznej, który sprawił, że w środowisku oświatowym zyskała powszechnie opinię Uczelni przygotowującej wysoko wykwalifikowaną kadrę nauczycieli. Począwszy od roku akademickiego 1958/1959 studia przedłużono do 5 lat.
W 1959 uczelnia otrzymała prawa nadawania stopnia naukowego doktora (literaturoznawstwo, językoznawstwo, historia, filozofia, nauki o polityce, biologia, geografia, matematyka, pedagogika, sztuki piękne, fizyka), a w 1967 roku prawo przeprowadzania przewodów habilitacyjnych (literaturoznawstwo, językoznawstwo, historia, biologia).
W 1973 Wyższa Szkoła Pedagogiczna otrzymała imię Komisji Edukacji Narodowej.
Rok 1989 rozpoczął okres przeobrażeń ustrojowych i społecznych, stawiając przed środowiskiem akademickim nowe zadania, polegające na wypracowaniu modelu kształcenia i funkcjonowania w warunkach pełnej samodzielności i samorządności.
1 października 1999 roku weszła w życie ustawa o nadaniu uczelni nazwy Akademia Pedagogiczna im. Komisji Edukacji Narodowej w Krakowie, natomiast 20 listopada 2008 roku weszła w życie kolejna ustawa, tym razem nadając Uczelni nazwę Uniwersytet Pedagogiczny im. Komisji Edukacji Narodowej w Krakowie. 30 sierpnia 2023 roku Sejm uchwalił ustawę, której art. 36 z dniem 1 października 2023 nadaje uczelni nazwę Uniwersytet Komisji Edukacji Narodowej w Krakowie.
Za rektorów Michała Śliwy (2008–2016) i Kazimierza Karolczaka (2016–2020) nastąpiła gruntowna przebudowa struktury organizacyjnej, nasilenie aktywności badawczej i rozwoju kadry naukowo-dydaktycznej, znaczące rozszerzenie oferty edukacyjnej, urozmaicenie i modernizacja procesu dydaktycznego. Dzięki temu już w roku 2017 uczelnia osiągnęła bardzo dobre wyniki kompleksowej oceny jednostek naukowych - z jej siedmiu wydziałów pięciu przyznano kategorię A, a pozostałym dwóm kategorię B. Pozwoliło to zakwalifikować się jej, wraz z 19 innymi, do pierwszego konkursu w ramach programu „Inicjatywa doskonałości – uczelnia badawcza”. W najnowszej jednak ewaluacji działalności naukowej –  przeprowadzonej w roku 2022 żadnej z 21 ocenianych dyscyplin naukowych nie przyznano pierwotnie kategorii A (16 uzyskało kategorię B+, a 5 kategorię B), a po odwołaniach uzyskały ją 3 dyscypliny (17 B+ i jedna B).

### Kalendarium
- 1946: powstanie Państwowej Wyższej Szkoły Pedagogicznej
- 1954: uzyskanie statusu szkoły wyższej
- 1973: nadanie Wyższej Szkole Pedagogicznej imienia Komisji Edukacji Narodowej
- 1999: zmiana nazwy na Akademia Pedagogiczna im. Komisji Edukacji Narodowej
- 2008: zmiana nazwy na Uniwersytet Pedagogiczny im. Komisji Edukacji Narodowej
- 2023: zmiana nazwy na Uniwersytet Komisji Edukacji Narodowej w Krakowie (od 1.10.2023)[13]

## Rektorzy
- Stefan Szuman (1946–1948)
- Stanisław Skalski (1948–1949)
- Kazimierz Józef Piwarski (1949–1950)
- Zygmunt Mysłakowski (1950–1956)
- Wincenty Danek (1956–1971)
- Zenon Moszner (1971–1975)
- Bolesław Faron (1975–1980)
- Tadeusz Ziętara (1980–1981)
- Zenon Moszner (1981–1984)
- Mieczysław Rozmus (1984–1990)
- Zenon Uryga (1990–1993)
- Feliks Kiryk (1993–1999)
- Michał Śliwa (1999–2005)
- Henryk Żaliński (2005–2008)
- Michał Śliwa (2008–2016)
- Kazimierz Karolczak (2016–2020)
- Piotr Borek (od 2020)

## Struktura uczelni

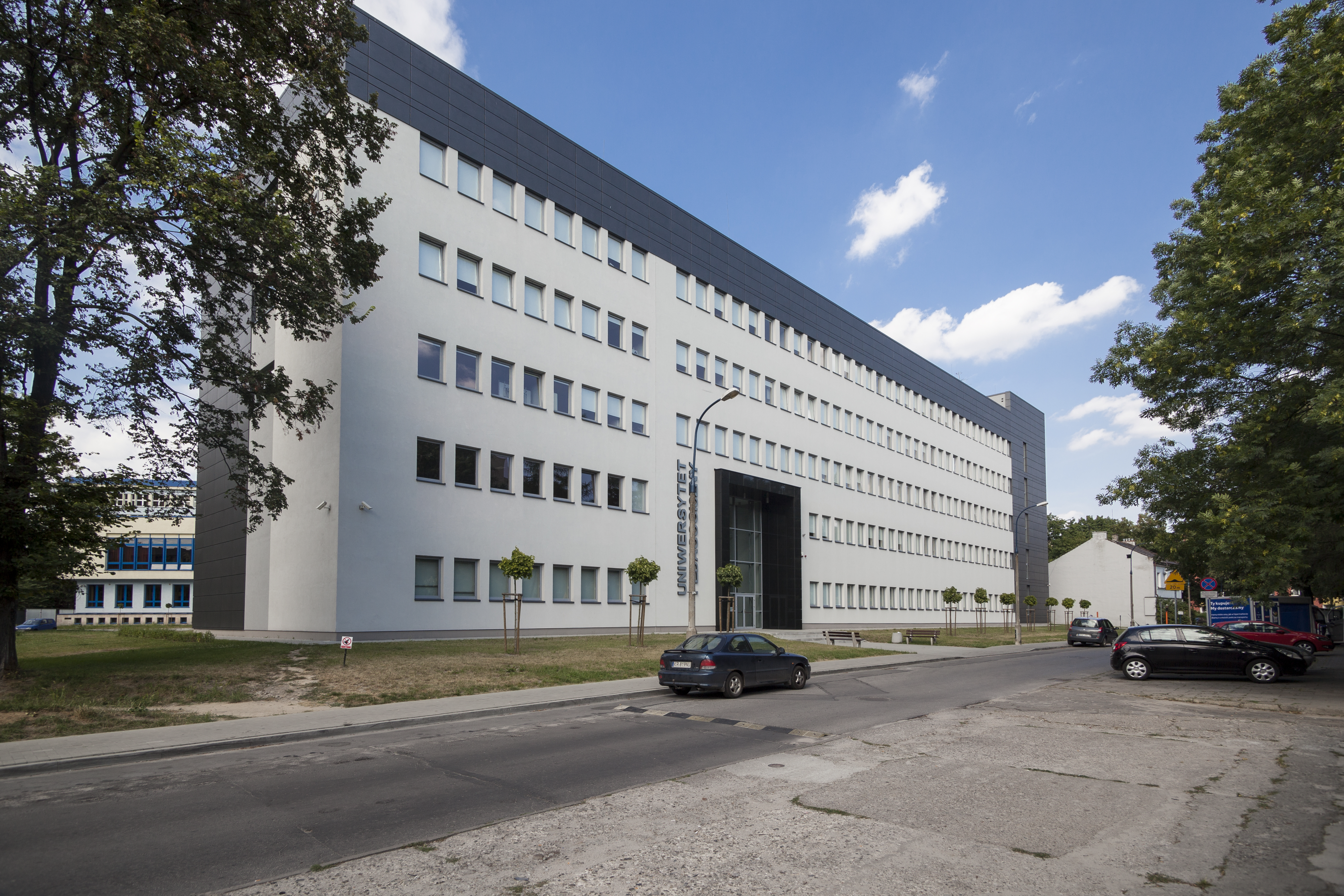
„Nowy budynek” Uniwersytetu Pedagogicznego

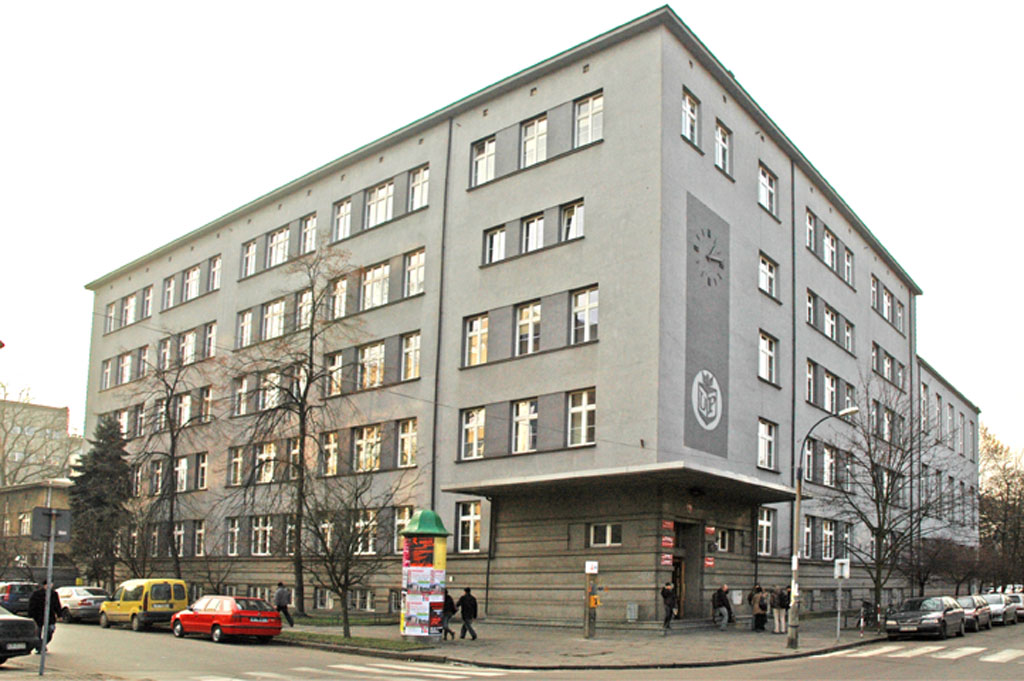
Budynek Wydziału Pedagogicznego Uniwersytetu Pedagogicznego przy ul. Ingardena 4 w Krakowie

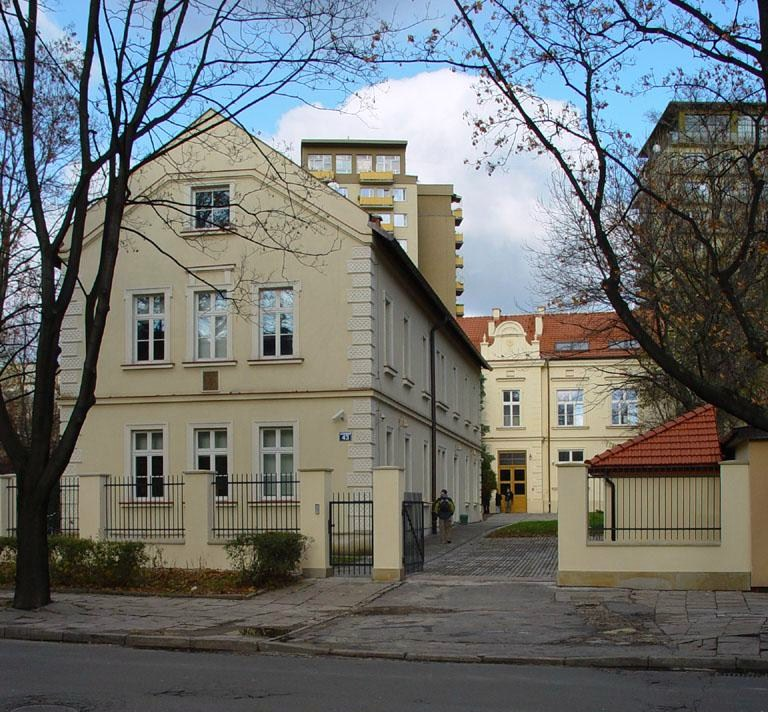
Zespół budynków Wydziału Sztuki Uniwersytetu Pedagogicznego przy ul. Mazowieckiej 43 w Krakowie

Uczelnię tworzy pięć wydziałów oraz dziewiętnaście instytutów.

### Wydziały
Lista:
- Wydział Nauk Humanistycznych
- Wydział Nauk Ścisłych i Przyrodniczych
- Wydział Nauk Społecznych
- Wydział Pedagogiki i Psychologii
- Wydział Sztuki

### Instytuty
Lista:
- Instytut Bezpieczeństwa i Informatyki
- Instytut Biologii i Nauk o Ziemi
- Instytut Dziennikarstwa i Stosunków Międzynarodowych
- Instytut Filologii Angielskiej
- Instytut Filologii Polskiej
- Instytut Historii i Archiwistyki
- Instytut Malarstwa i Edukacji Artystycznej
- Instytut Matematyki
- Instytut Nauk Medycznych w organizacji
- Instytut Nauk o Informacji
- Instytut Nauk o Zdrowiu
- Instytut Nauk Technicznych
- Instytut Neofilologii
- Instytut Pedagogiki
- Instytut Pedagogiki Specjalnej
- Instytut Prawa, Ekonomii i Administracji
- Instytut Psychologii
- Instytut Socjologii
- Instytut Sztuki i Designu
- Instytut Zarządzania i Spraw Społecznych

## Budynki dydaktyczno-naukowe

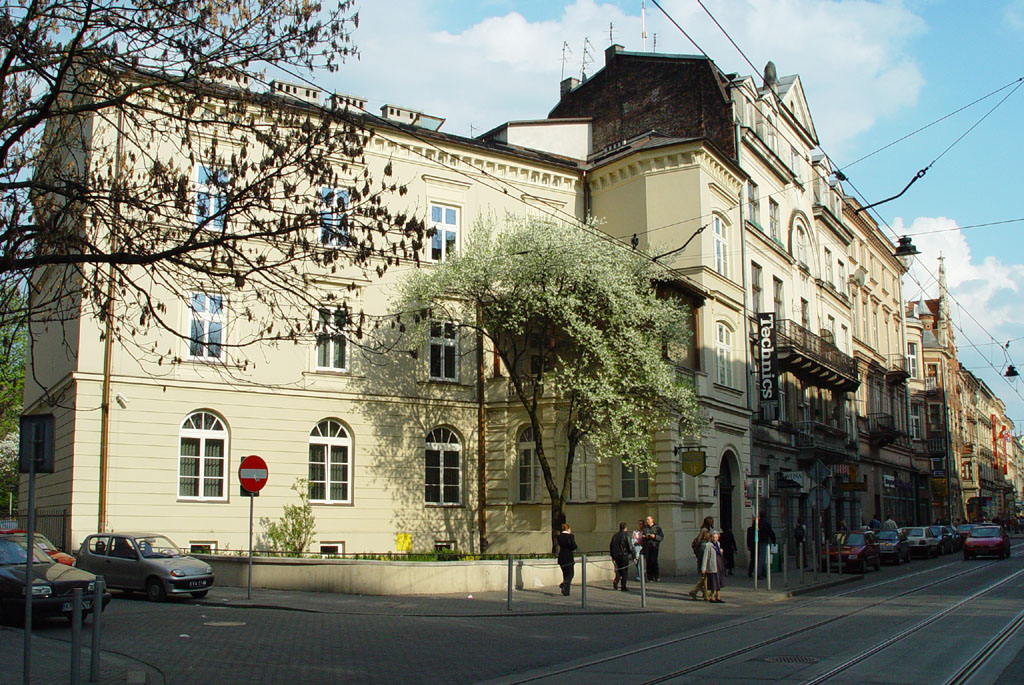
Budynek dydaktyczny Instytutu Filologii Angielskiej UP przy ul. Karmelickiej 41 w Krakowie

- Gmach główny przy ul. Podchorążych 2, zbudowany w latach 1971–1973, o powierzchni 23 672 m².
- Nowy budynek przy ul. Podchorążych 2.
- Budynek Wydziału Pedagogicznego znajduje się przy ul. Ingardena 4, zbudowany w latach 30. XX wieku w stylu modernistycznym.
- Zespół budynków przy ul. Mazowieckiej 43, zbudowany w 1906 roku, styl eklektyzm. Zespół wpisany do rejestru zabytków województwa małopolskiego pod nr A-1058, decyzja z 25 czerwca 1997 roku.
- Budynek dydaktyczny Instytutu Filologii Angielskiej przy ul. Karmelickiej 41, zbudowany w 1871 roku według projektu Maksymiliana Nitscha w stylu neorenesansowym. Wpisany do rejestru zabytków województwa małopolskiego pod nr A-1026 decyzją z 8 maja 1996 roku.
- Budynek dydaktyczny przy ul. Studenckiej 5, z 1952 roku.
- Budynek dydaktyczny przy ul. Podbrzezie 3, z lat 30. XX wieku.
- Obserwatorium Astronomiczne mieści się na szczycie Suhora (1000 m n.p.m.) w Gorcach, na obszarze Gorczańskiego Parku Narodowego, zbudowane w latach 1986–1987.
- Kryta Pływalnia przy ul. Ingardena 4, oddana do użytku w 1999 roku.
- Budynek dydaktyczny na os. Stalowym 17, oddany do użytku w 2006 roku.
- Budynek dydaktyczno-konferencyjny przy ul. Jęczmiennej 9 (Dzielnica IV Prądnik Biały).

## Zaplecze hotelowo-akademickie Uniwersytetu Komisji Edukacji Narodowej
- Dom Studencki „Za Kolumnami”
- Dom Studencki „Krakowiak”
- Dom Studencki „Zaułek”
- Dom Studencki „Atol”

## Uroczystości na uczelni
- 14 października – Dzień Edukacji Narodowej (rocznica powstania Komisji Edukacji Narodowej – 14 października 1773)
- 11 maja – Święto Uczelni (ukonstytuowanie się Komitetu Organizacyjnego Państwowej Wyższej Szkoły Pedagogicznej – 11 maja 1946)

## Władze Uczelni

### Władze rektorskie
W kadencji 2020–2024:
| Stanowisko                                         | Imię i nazwisko            |
| -------------------------------------------------- | -------------------------- |
| Rektor                                             | prof. dr hab. Piotr Borek  |
| Prorektor ds. Kształcenia i Rozwoju p.o. Kanclerza | dr hab. Robert Stawarz     |
| Prorektor ds. Nauki                                | dr hab. Michał Rogoż       |
| Prorektor ds. Studenckich                          | dr hab. Katarzyna Plutecka |

### Władze dziekańskie
W kadencji 2020–2024:
| Wydział                                | Dziekan                        |
| -------------------------------------- | ------------------------------ |
| Wydział Nauk Humanistycznych           | dr hab. Andrzej Kuropatnicki   |
| Wydział Nauk Społecznych               | prof. dr hab. Roman Kochnowski |
| Wydział Nauk Ścisłych i Przyrodniczych | dr hab. Grzegorz Formicki      |
| Wydział Pedagogiki i Psychologii       | dr hab. Ireneusz Świtała       |
| Wydział Sztuki                         | dr hab. Łukasz Murzyn          |